# Samuel Kleinschmidt
Samuel Petrus Kleinschmidt (27. februar 1814 i Alluitsoq/Lichtenau, Grønland – 8. februar 1886 i Noorliit / Neu Herrnhut, Grønland) var en tysk herrnhutermissionær og sprogforsker i Grønland. Han var søn af den tyske missionær Konrad Kleinschmidt og dennes danske hustru, Christina Petersen.
Han blev født i Grønland, hvor hans fader var herrnhutisk missionær. Som ung gik han i skole i Tyskland og Danmark og studerede latin, græsk, og hebræisk, så vel som hollandsk, fransk og engelsk og imens vedligeholdt han sine modersmål: dansk, tysk og grønlandsk. 
Kleinschmidt udnyttede sit grundige kendskab til grønlænderne og Grønland i forbindelse med et stort videnskabeligt arbejde, der gik i mange retninger.
Han foretog mangeårige, pålidelige, meteorologiske observationer, og med få midler, men et udmærket skarpt blik udarbejdede han fortrinlige kort såvel i detaljer over dele af Sydgrønland som over hele Grønland.
Samuel Kleinschmidt dokumenterede det grønlandske sprog, da han udgav en grønlandsk-tysk ordbog, en grønlandsk-dansk Ordbog 1871, desuden en grammatik (i 1851)  og han formulerede en grønlandsk retskrivning, der siden blev taget alment i anvendelse.
Hans far foretog den første oversættelse af Bibelen til grønlandsk og udgav det nye testamente i 1822 og hele Bibel i 1851. De oversættelser har sønnen Samuel Kleinschmidt revideret og udgav TASTAMANTITÂK i 1893. Han blev lærer på seminariet i Nuuk i 1859 efter at gentagne konflikter med hans menighed førte til hans afsked herfra.
Hans arbejde var præget af videnskabelig grundighed og en åben interesse for det grønlandske. Han sagde: "Af tilbøjelighed er jeg grønlandsk".
I Nuuk er en skole opkaldt efter ham. Der findes også en stolpe, Samuel Kleinschmidts Lygtepæl, som han efter sigende hængte sin lygte på om morgenen efter turen fra sin bolig uden for byen til seminariet. Efter arbejde hentede han lygten igen til hjemturen.
.

## Forfatterskab
- Kleinschmidt, Samuel 1968 (1851): Grammatik der grønlændischen Sprache : mit teilweisem Einschluss des Labradordialekts. Hildesheim : Olms, 1968.
- Kleinschmidt, Samuel 1858: Nunalerutit, imáipoĸ: silap píssusianik inuinigdlo ilíkarsautínguit (Geografi, det er: Ei lita bok om verda og menneska). nûngme (Godthåb/Nuuk) 1858. 28,-50 8º
- Kleinschmidt, Samuel 1871: Den grønlandske ordbog / omarbeidet af Sam. Kleinschmidt ; udgiven paa foranstaltning af Ministeriet for Kirke- og Underviisningsvæsenet og meddet kongelige danske Videnskabernes Selskabs understøttelse ved H.F. Jørgensen.